# Gommecourt (Pas-de-Calais)
Gommecourt é uma comuna francesa na região administrativa de Altos da França, no departamento de Pas-de-Calais. Estende-se por uma área de 3,35 km². Em 2010 a comuna tinha 95 habitantes (densidade: 28,4 hab./km²).